# Danielle Moonstar
Danielle « Dani » Moonstar, alias Psyche puis Mirage est une super-héroïne évoluant dans l'univers Marvel de la maison d'édition Marvel Comics. Créé par le scénariste Chris Claremont et le dessinateur Bob McLeod (en), ce personnage de fiction apparaît pour la première fois dans le comic book The New Mutants (en) (Marvel Graphic Novel (en) #4) en septembre 1982.

## Biographie du personnage

### Origines
Danielle Moonstar nait à Boulder, dans le Colorado. Ses pouvoirs se manifestent pour la première fois par d'abominables cauchemars dans lesquels elle voit ses parents se faire tuer par un ours. Peu de temps après ses parents disparaissent et elle les croit morts.
Son grand-père contacte le professeur Xavier pour qu'il l'aide à maîtriser ses pouvoirs, Donald Pierce tue alors son grand-père et c'est ainsi que Dani part pour l'institut Xavier et devient membre des Nouveaux Mutants sous le nom de Psyche.
Au sein des Nouveaux Mutants, ses pouvoirs se développent au point où ses illusions deviennent tangibles. Elle prend alors le nom de code Mirage. Elle retrouve aussi ses parents, qui n'étaient pas morts mais changés en ours, et leur rend leur véritable apparence.

### Parcours
Lorsqu'avec les Nouveaux Mutants elle est amenée sur Asgard, Danielle Moonstar est choisie pour être une valkyrie, ce qui lui apporte de nouvelles capacités comme sentir la mort. Elle quitte les Nouveaux Mutants et part vivre sur Asgard.
Bien plus tard, de retour sur terre en tant qu'agent du SHIELD, elle intègre le Front de libération mutant, une équipe de mutants terroristes, pour espionner leur chef d'alors, Reignfire. Ses pouvoirs se développent encore et elle est désormais capable de tirer des flèches d'énergie psionique.
Sa mission terminée, elle intègre l'équipe X-Force et au cours d'une de leurs aventures, elle est confrontée à Arcadia qui la divise en plusieurs versions d'elle-même disposant chacune des pouvoirs différents. Après avoir vaincue Arcadia, Dani perd beaucoup de ses pouvoirs.
Elle devient par la suite membre réserviste des X-Men pour très peu de temps et reprend ses études. Elle retourne vivre à Boulder jusqu'au jour où elle vient au secours d'une jeune mutante : Sofia Mantega alias Alizé, jetée en prison après avoir saccagé le magasin de son père.
Dani emmène à l'institut Xavier la jeune fille et par la même occasion se voit offrir par le professeur Xavier un poste d'enseignante, qu'elle accepte malgré quelques réticences. Elle y retrouve ses anciens acolytes des Nouveaux Mutants : Félina, Magma, Karma et Rocket. Elle se lie avec un groupe d'étudiants et devient le tuteur légal de l'un d'eux : Josh Foley alias Elixir.
Après la reconstruction de l'école détruite par Magneto, elle se voit attribuer un groupe d'étudiants qu'elle appelle les Nouveaux Mutants, en souvenir de l'équipe de sa jeunesse. Cette équipe contient entre autres Alizé et Elixir.
En parallèle, elle entame également une relation avec l'agent du SHIELD Justin Pierce, le neveu du meurtrier de son grand-père : Donald Pierce.

### M-Day
À la suite du M-Day, Danielle Moonstar perd ses pouvoirs et quitte l'Institut Xavier, au grand dam de son équipe et sa pupille.
Elle est ensuite engagée par le gouvernement américain en tant que consultante et psychologue, et aide le jeune Trauma à maitriser son pouvoir.

## Pouvoirs et capacités
Danielle Moonstar est une mutante capable de créer des illusions. En général, elle fait voir à ses cibles leurs peurs les plus profondes ou leurs désirs les plus chers. Elle pouvait autrefois rendre ses illusions tangibles, réalisant les souhaits d'autrui, mais a perdu depuis cette capacité.
- Elle possède un lien télépathique avec les animaux. Du temps des Nouveaux Mutants, cette faculté l'avait rendu très proche de Rhane Sinclair, alias Félina, la mutante lycanthrope.
- Elle a aussi été capable d'envoyer des flèches d'énergie psionique.
- Ses pouvoirs de valkyrie lui permettaient de sentir la mort.

## Apparitions dans d'autres médias
Sauf indication contraire, les informations mentionnées dans cette section peuvent être confirmées par la base de données cinématographiques IMDb,  présente dans la section « Liens externes ».

### Télévision
- 2003 : X-Men: Evolution (série d'animation)

### Cinéma
- 2020 : Les Nouveaux Mutants de Josh Boone, interprétée par Blu Hunt.